# Lubuntu
Lubuntu ist ein offizielles Derivat der Linux-Distribution Ubuntu, das LXQt als Desktop-Umgebung nutzt. Es legt den Schwerpunkt auf Geschwindigkeit und Energieeffizienz, so dass auch die Anforderungen an die Hardware relativ gering sind. Durch die Verwendung des Openbox-Fenstermanagers braucht diese Linux-Distribution noch weniger Arbeitsspeicher als Xubuntu.
2011 lief die Live-CD auf einem Pentium II mit 350 MHz und 128 MB RAM (Stand 2011). Die neueren Versionen stellen höhere Anforderungen. Für Lubuntu 18.04 vom 26. April 2018 werden als Minimalanforderung 1 GB RAM und ein Pentium 4, Pentium M oder AMD K8 angegeben. Ab der Version 19.04 wurde die offizielle Unterstützung von 32-Bit-Systemen eingestellt.
Der Name Lubuntu setzt sich aus LXDE bzw. LXQt und Ubuntu zusammen, ähnlich wie bei Kubuntu (KDE und Ubuntu) und Xubuntu (Xfce und Ubuntu). Dabei ist die Desktopumgebung LXDE (Lightweight X11 Desktop Environment) bzw. LXQt im System-Image enthalten und wird standardmäßig verwendet bzw. installiert.

## Geschichte
Bereits seit Ubuntu 8.10 „Intrepid Ibex“ stand die Desktopumgebung LXDE über die Paketquellen zur Installation zur Verfügung.
Im Februar 2009 lud Mark Shuttleworth das LXDE-Projekt ein, ein eigenständiges Projekt innerhalb der Ubuntu-Community zu werden, um langfristig ein neues offizielles Ubuntu-Derivat namens Lubuntu hervorzubringen.
Lubuntu wurde im März 2009 (Ubuntu-Version 8.10 Intrepid Ibex) von Mario Behling als Community-Projekt auf Launchpad gestartet. Seit August 2009 steht eine Lubuntu-Live-CD zur Verfügung, die anfangs jedoch noch ohne Installationsmöglichkeit geliefert wurde.
Ein Ziel der Entwickler war es, von Canonical als offizielles Ubuntu-Derivat anerkannt zu werden. Dieses Ziel wurde auf der Ubuntu Developer Summit im Mai 2011 erreicht.
Die erste nun offiziell unterstützte Version ist die im Oktober 2011 erschienene Version 11.10 mit dem Codenamen „Oneiric Ocelot“. Lubuntu 12.10 „Quantal Quetzal“ folgte im Oktober 2012, diese Version erfordert erstmals eine CPU mit Physical Address Extension, was für CPUs ab den Baureihen Intel Pentium Pro und AMD Athlon (K7) zutrifft. Das Vorhandensein von PAE wird vom Installationsprogramm geprüft. Da einige Modelle der wesentlich jüngeren Intel-Pentium-M-Serie die Fähigkeit dabei jedoch nicht korrekt übermitteln, wurde ein Workaround veröffentlicht.
Am 19. Juni 2013 beschloss die Stadt München auf Antrag der ÖDP das Verteilen von 2000 Exemplaren kostenloser Lubuntu-Installations-CDs mit dem Ziel, Elektronikschrott zu vermeiden: Besitzer und Nutzer älterer Computer mit Windows XP (dessen Supportphase im Folgejahr auslaufen würde) sollten animiert werden, ihre Geräte nicht durch neuere mit XP-Nachfolgern zu ersetzen, sondern sie mit Lubuntu weiterhin zu verwenden.
Da Lubuntu zu dem Zeitpunkt keine LTS-Version anbot, wurde jedoch letztlich Ubuntu 12.04 LTS verteilt.

## Galerie

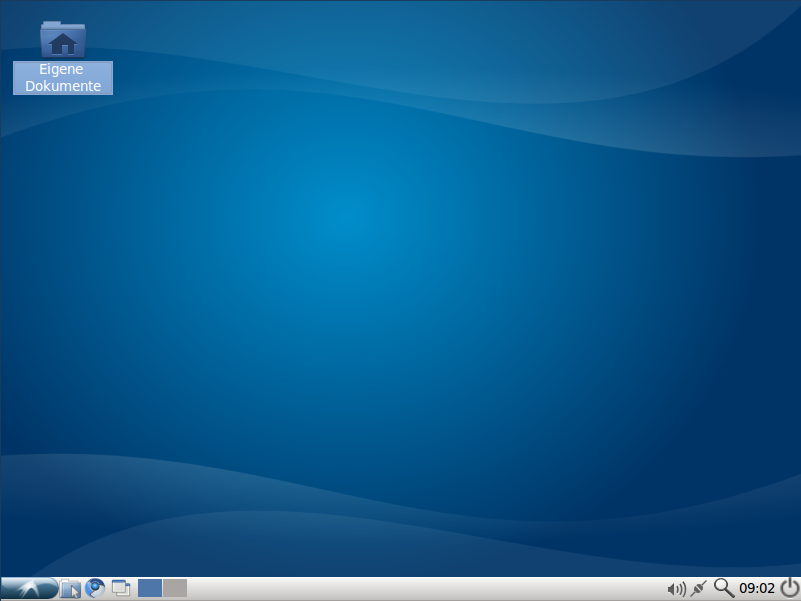
Lubuntu 10.04
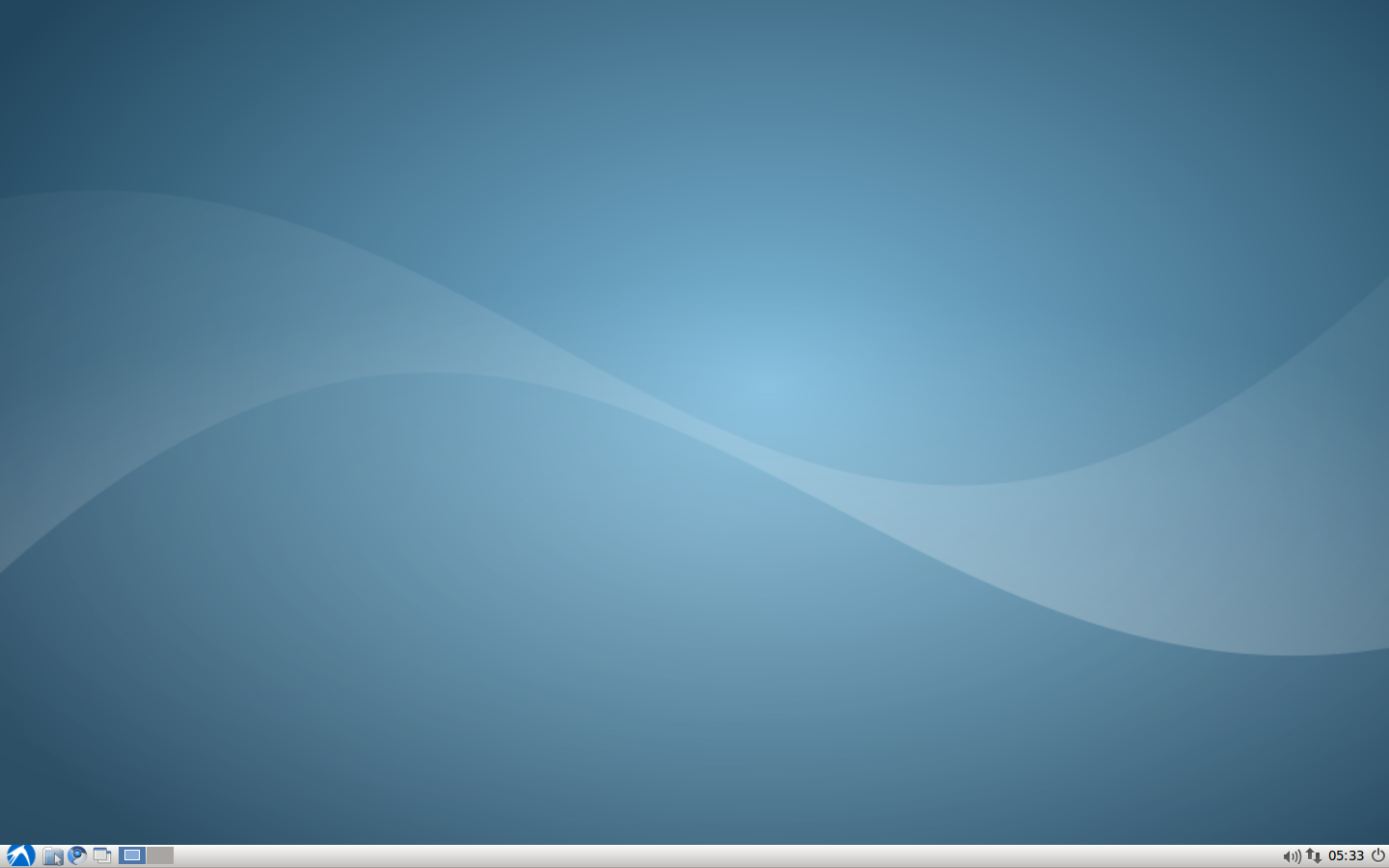
Lubuntu 10.10
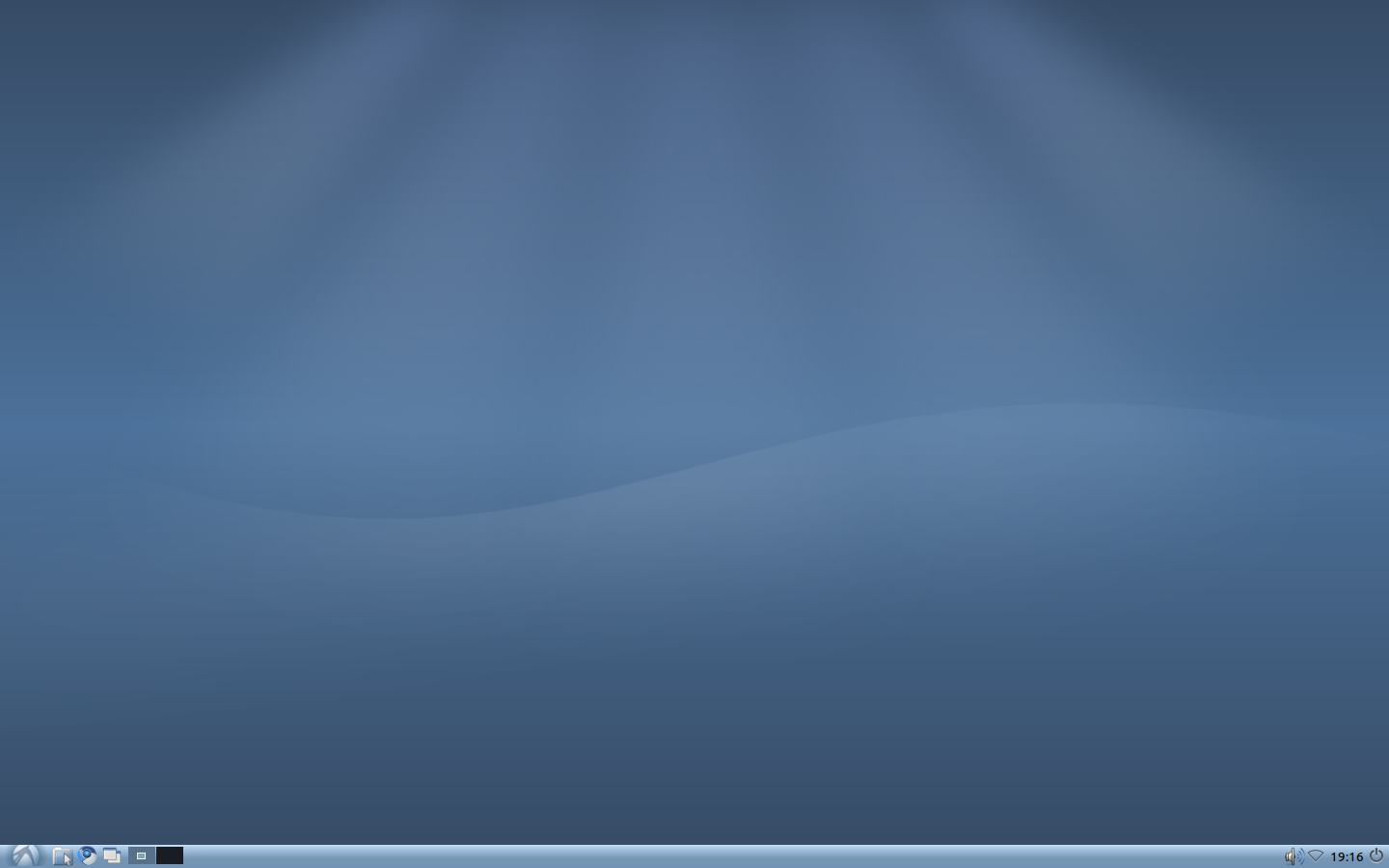
Lubuntu 11.04
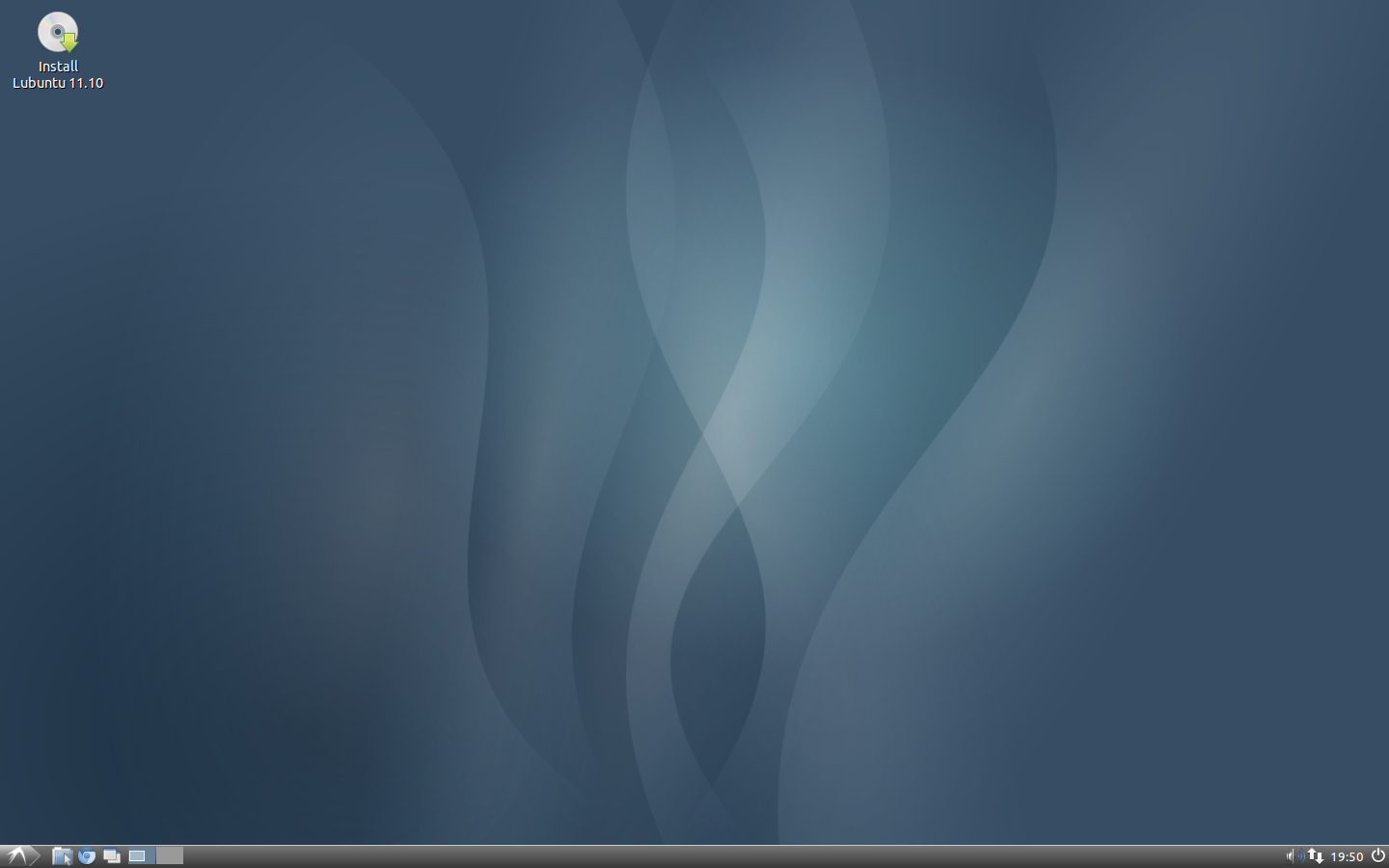
Lubuntu 11.10
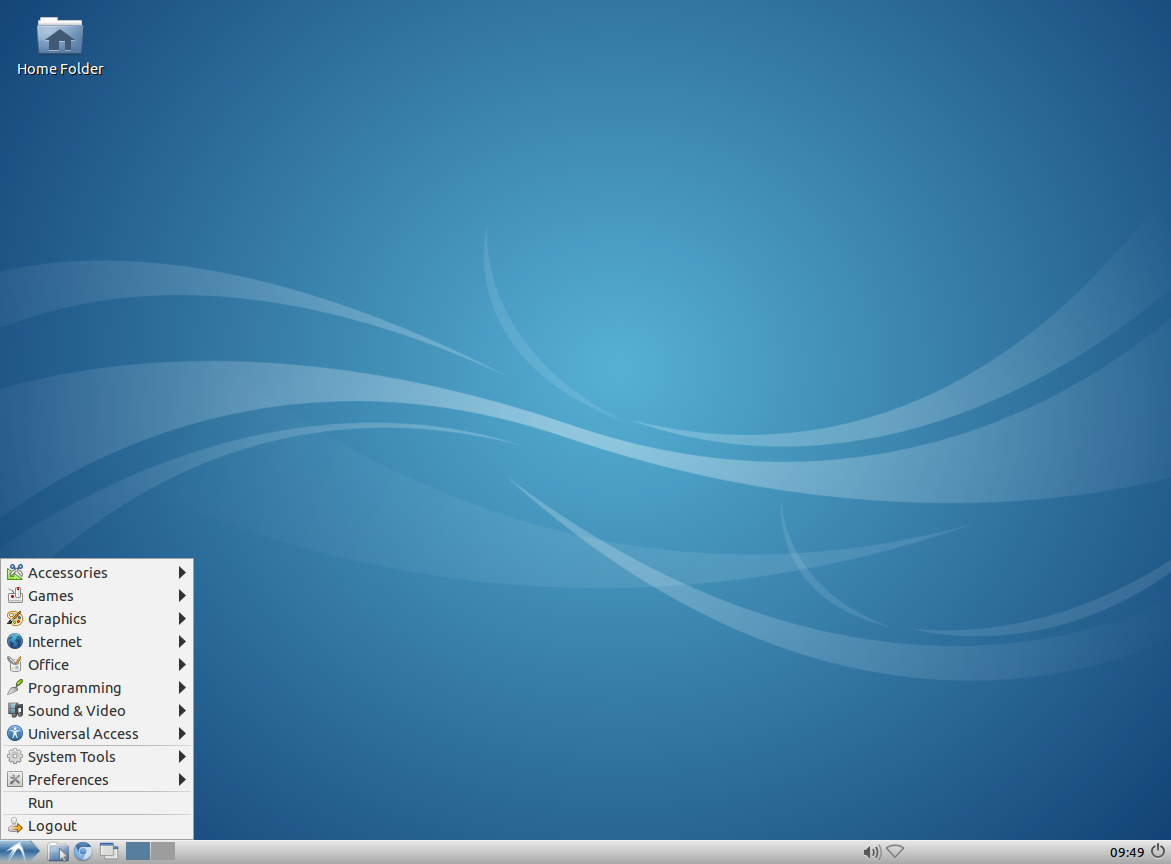
Lubuntu 12.04
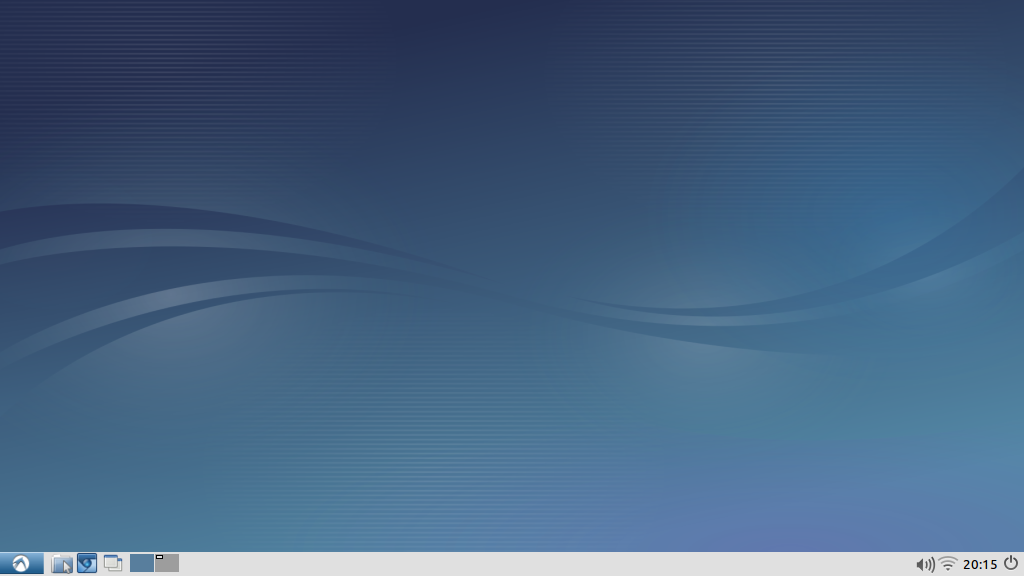
Lubuntu 12.10
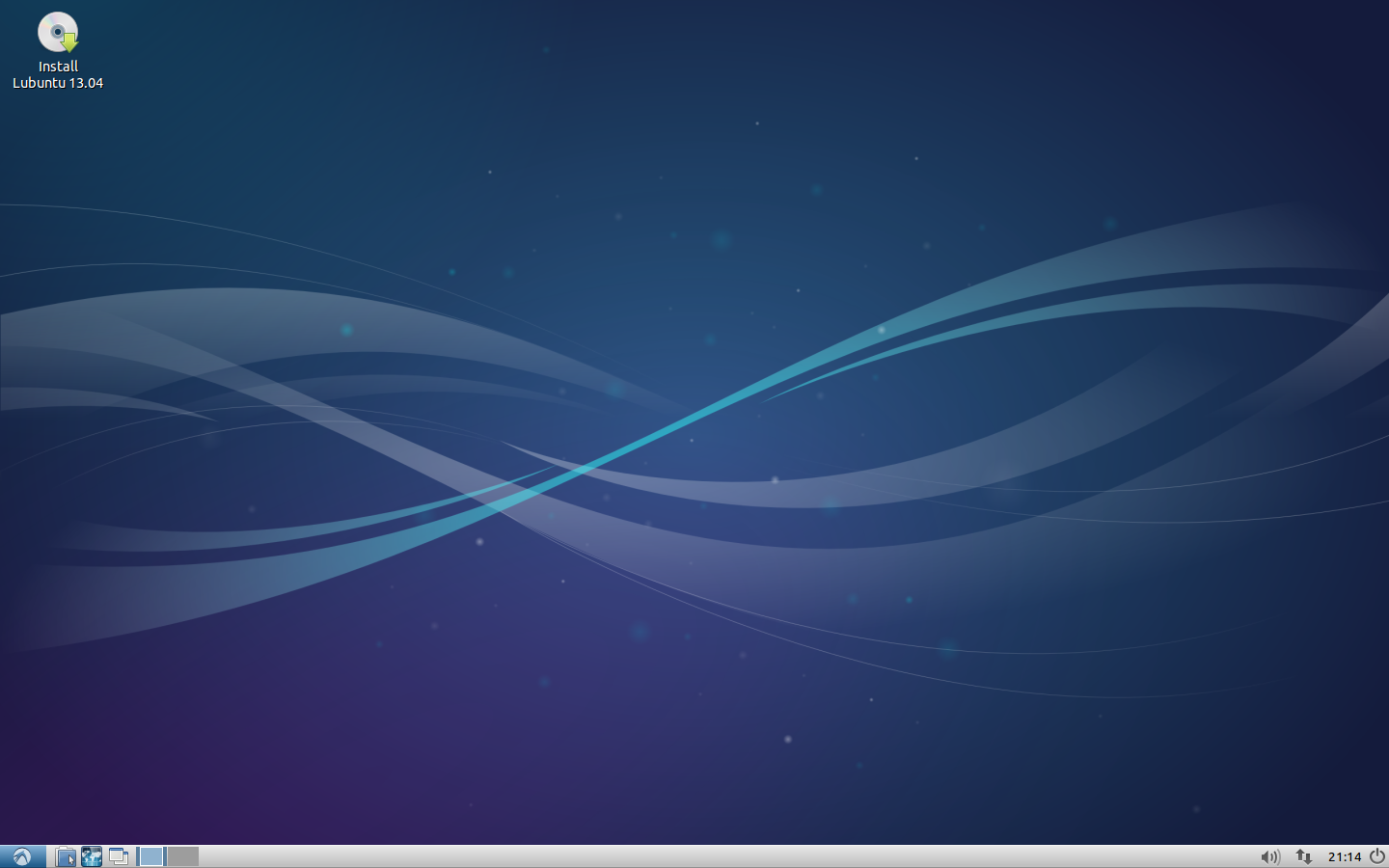
Lubuntu 13.04
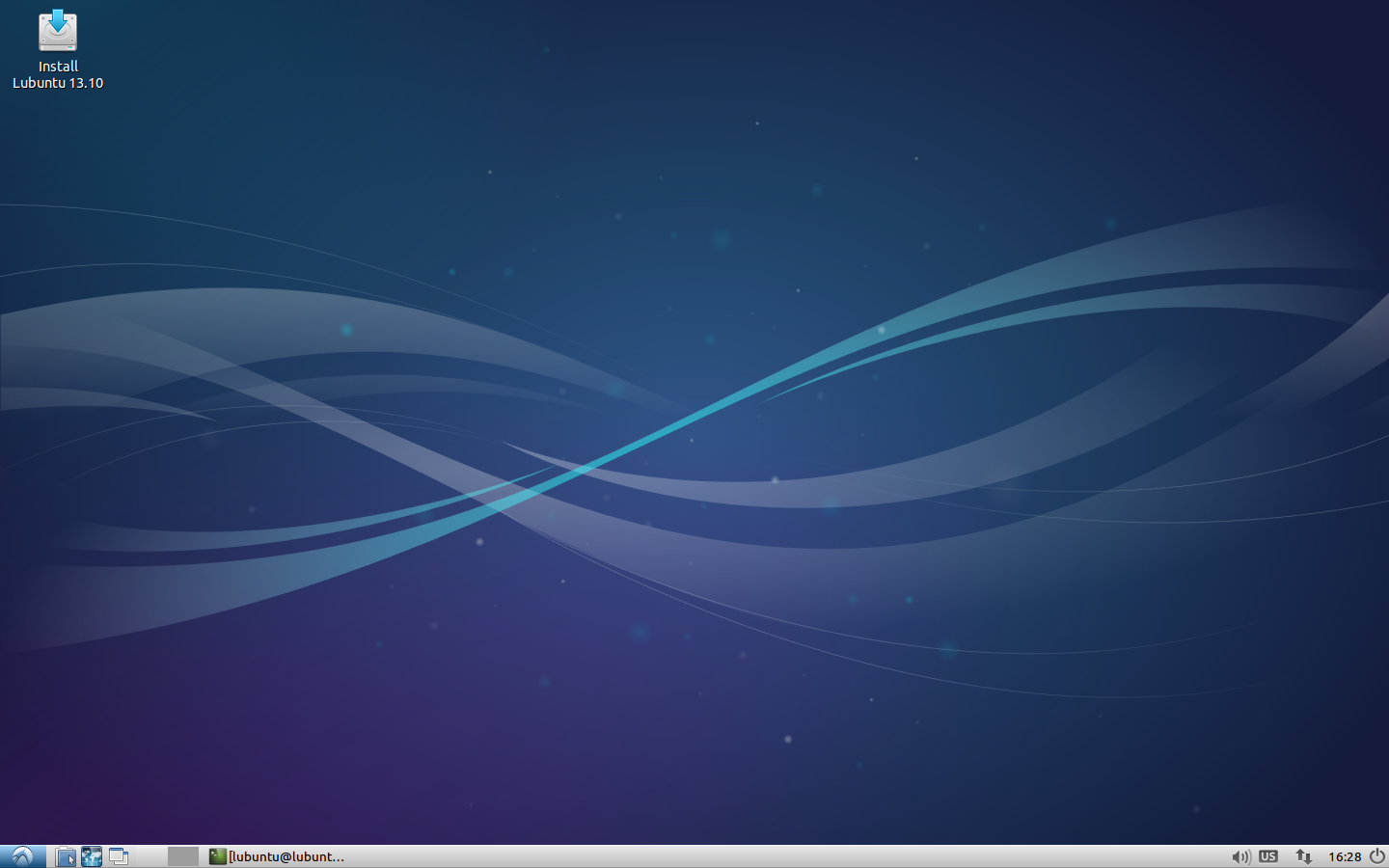
Lubuntu 13.10
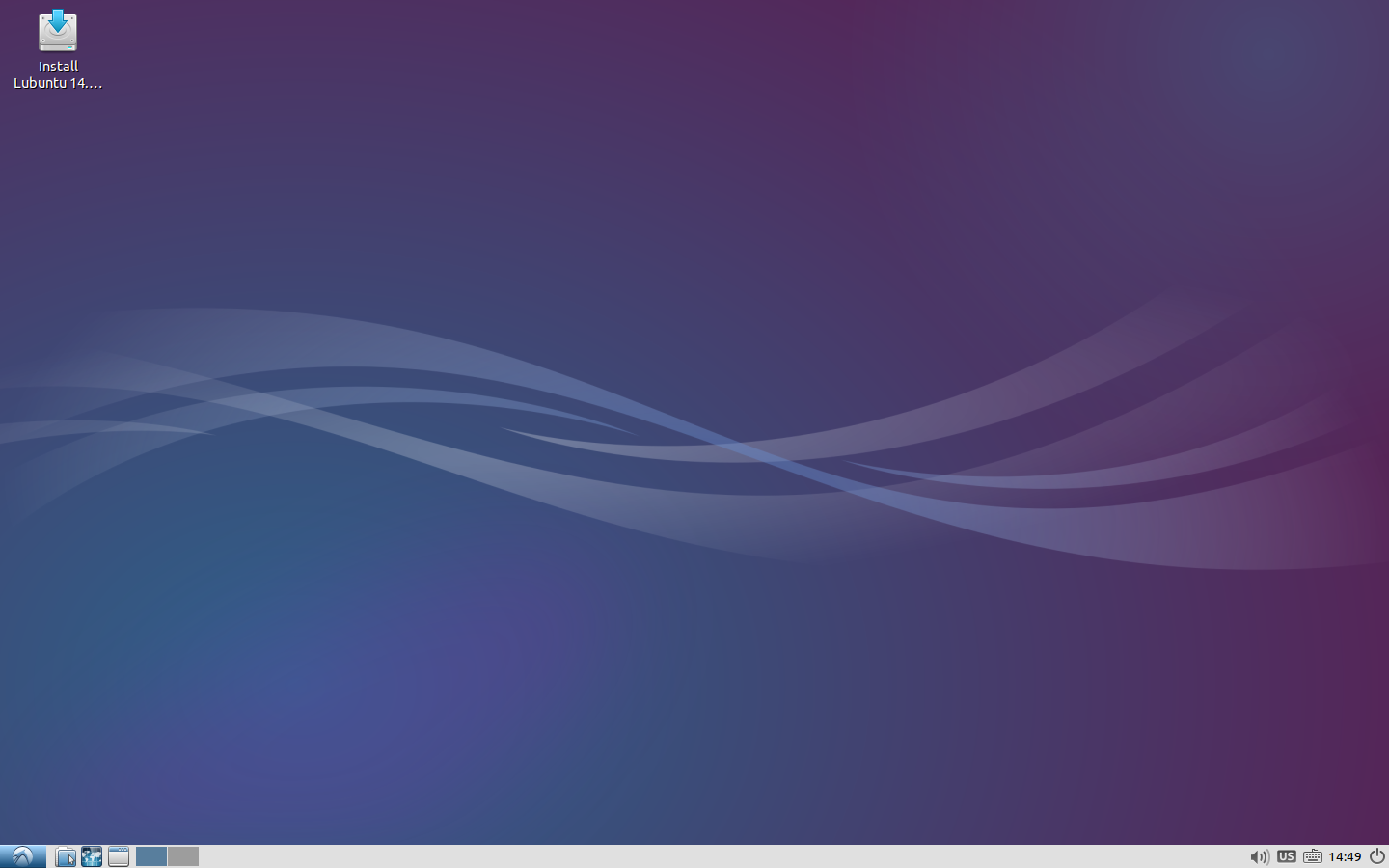
Lubuntu 14.04 LTS
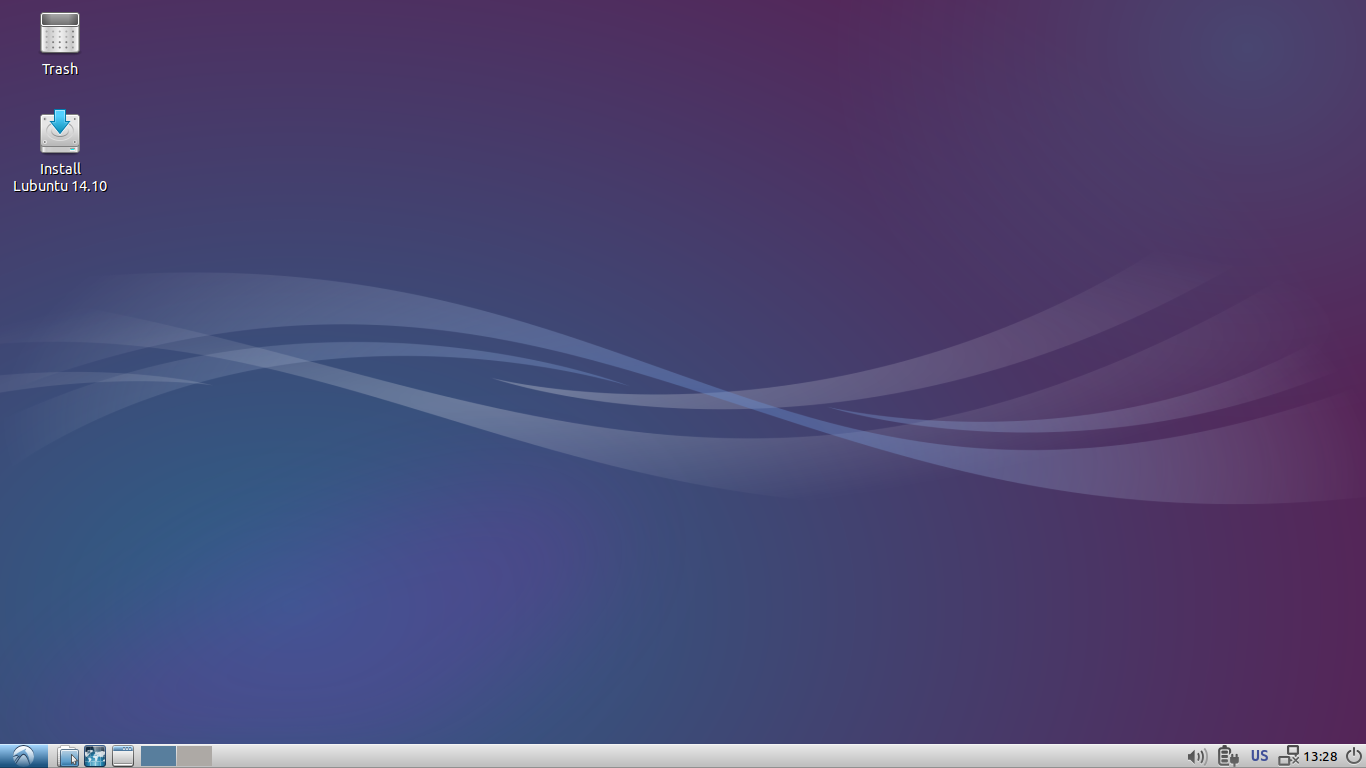
Lubuntu 14.10
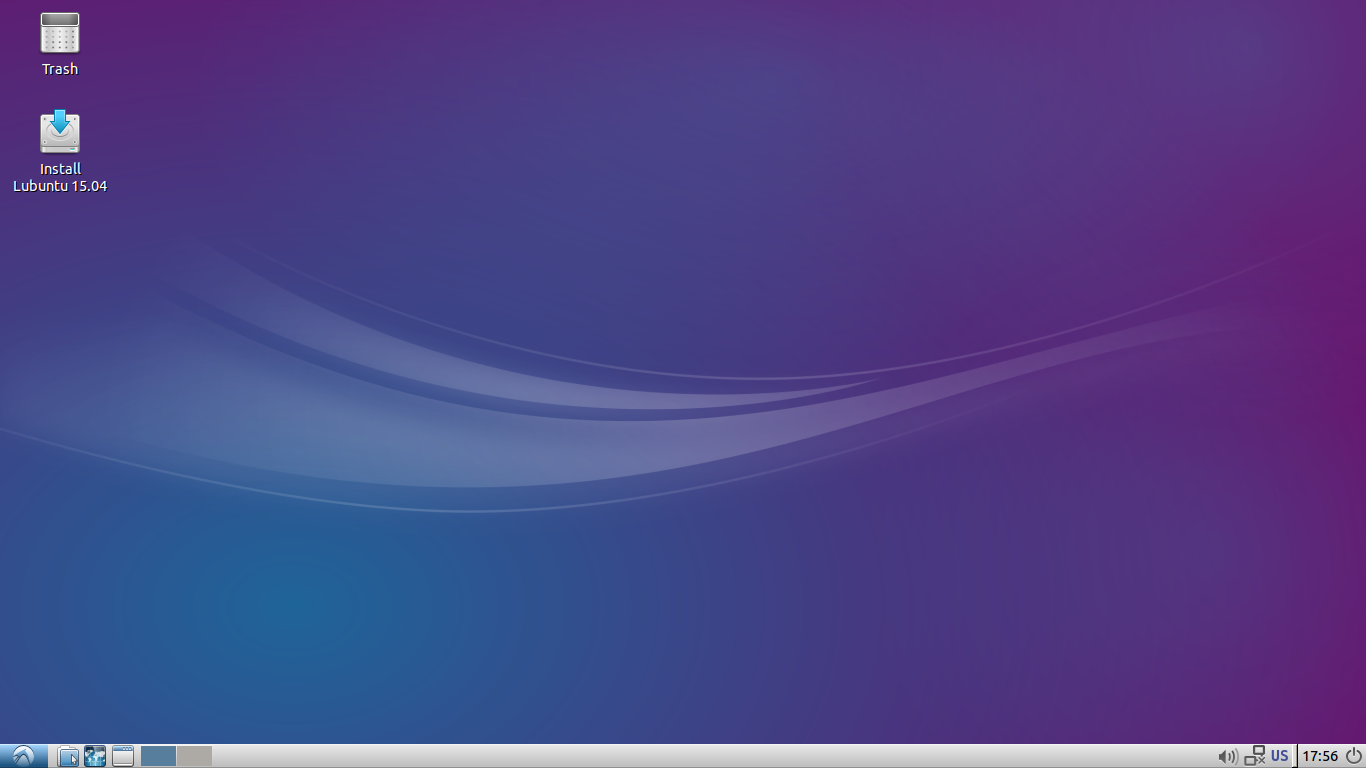
Lubuntu 15.04
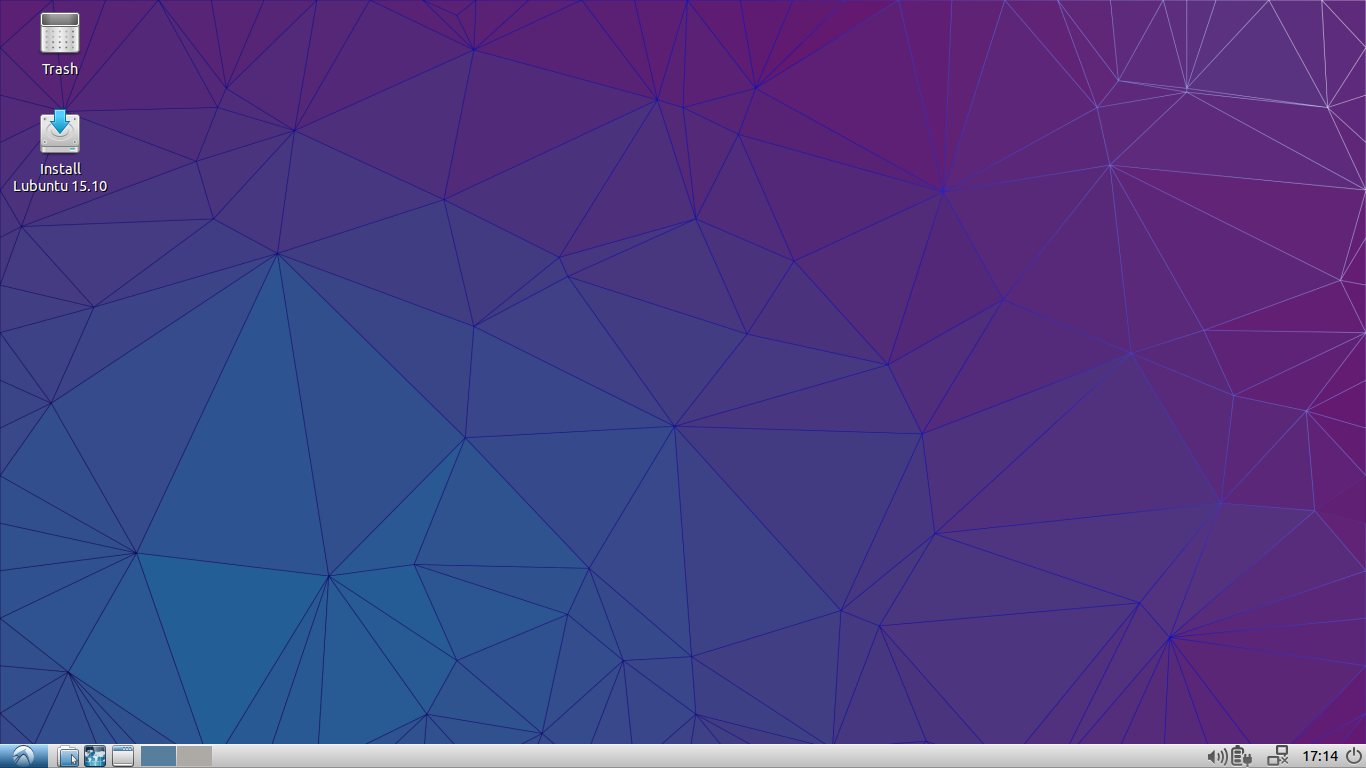
Lubuntu 15.10
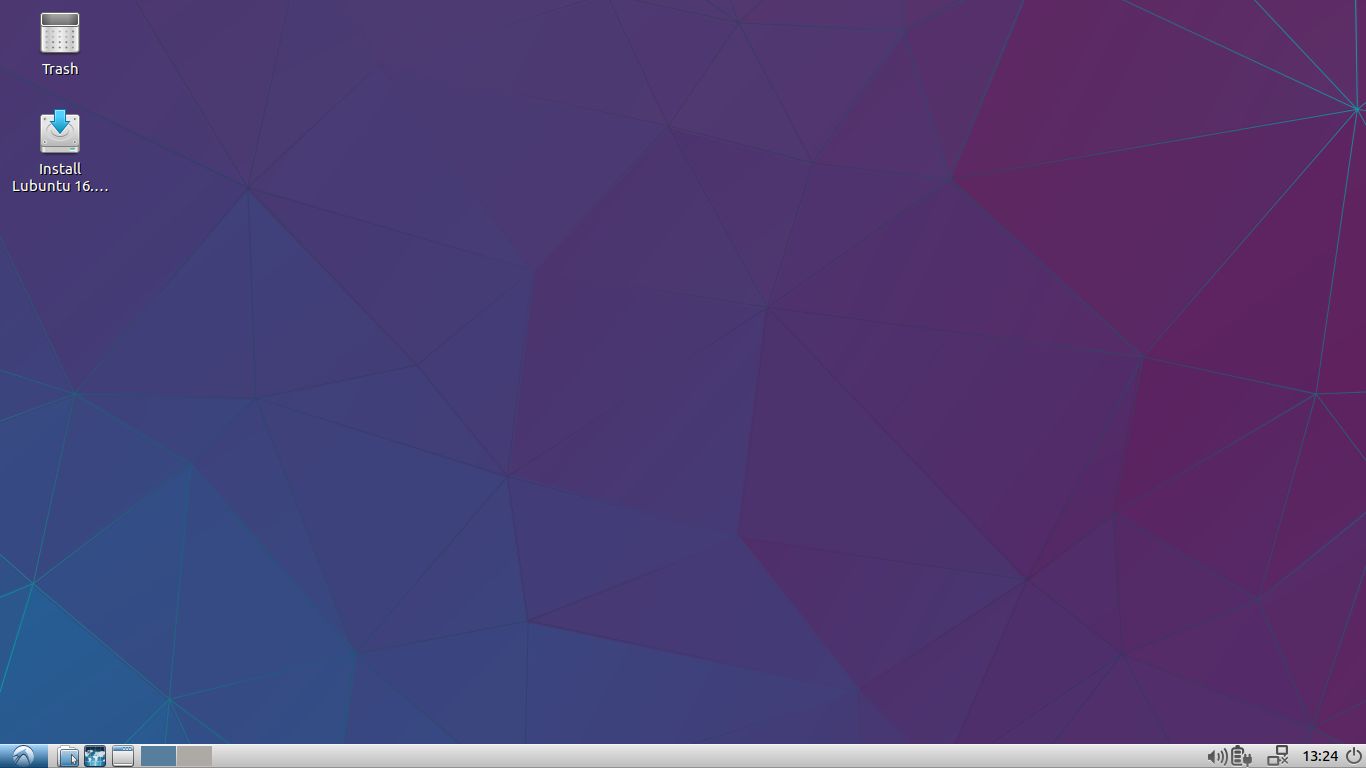
Lubuntu 16.04 LTS
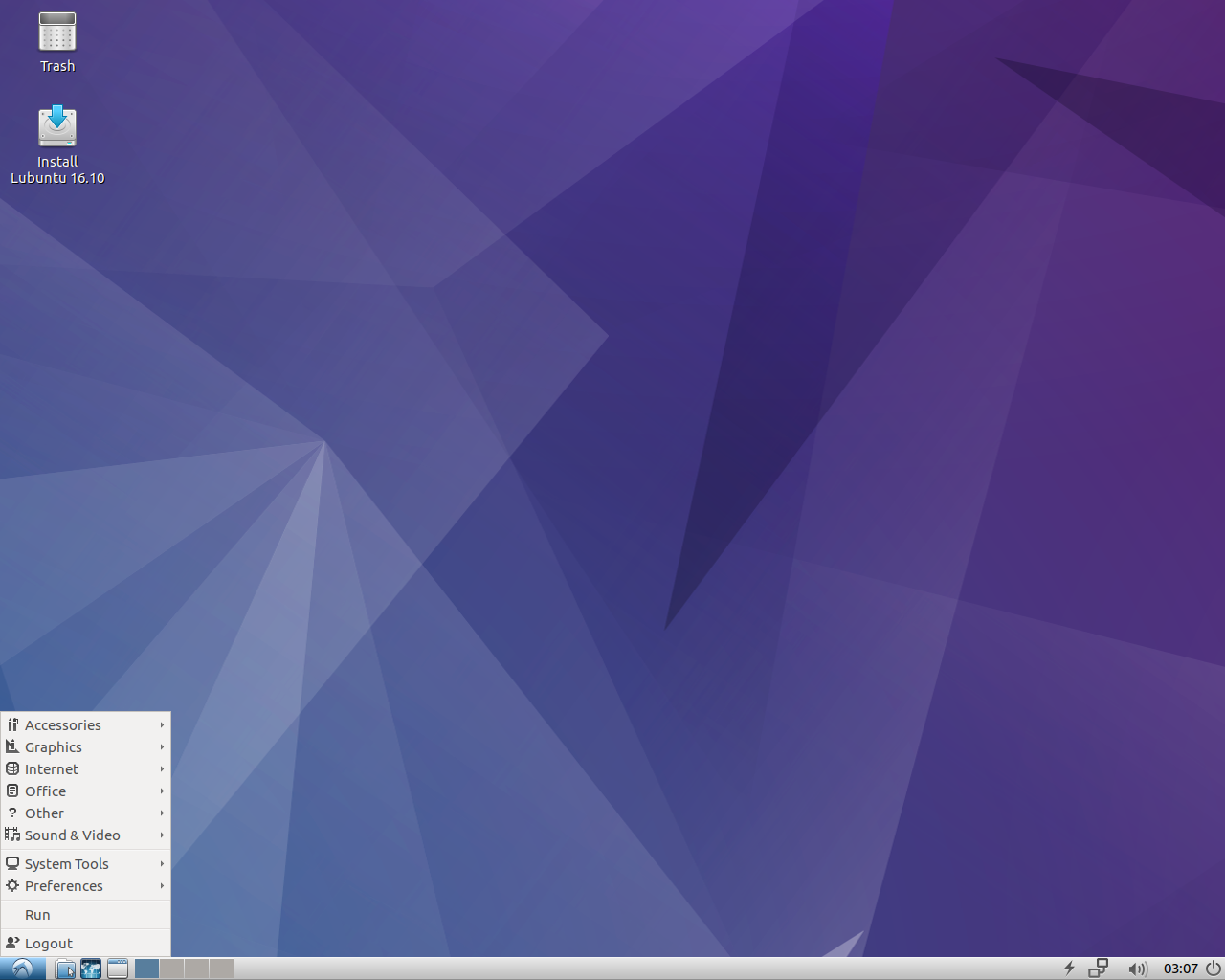
Lubuntu 16.10
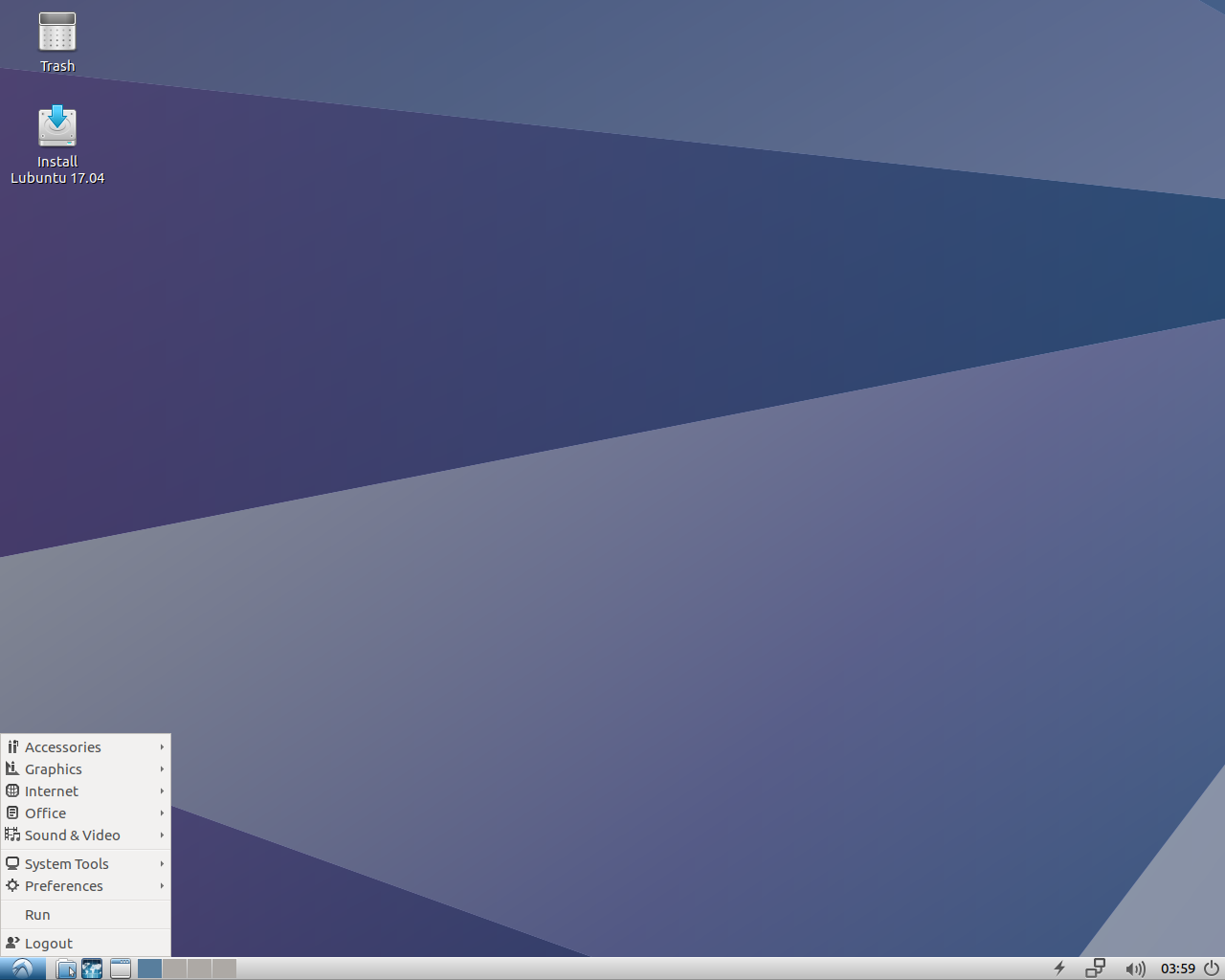
Lubuntu 17.04
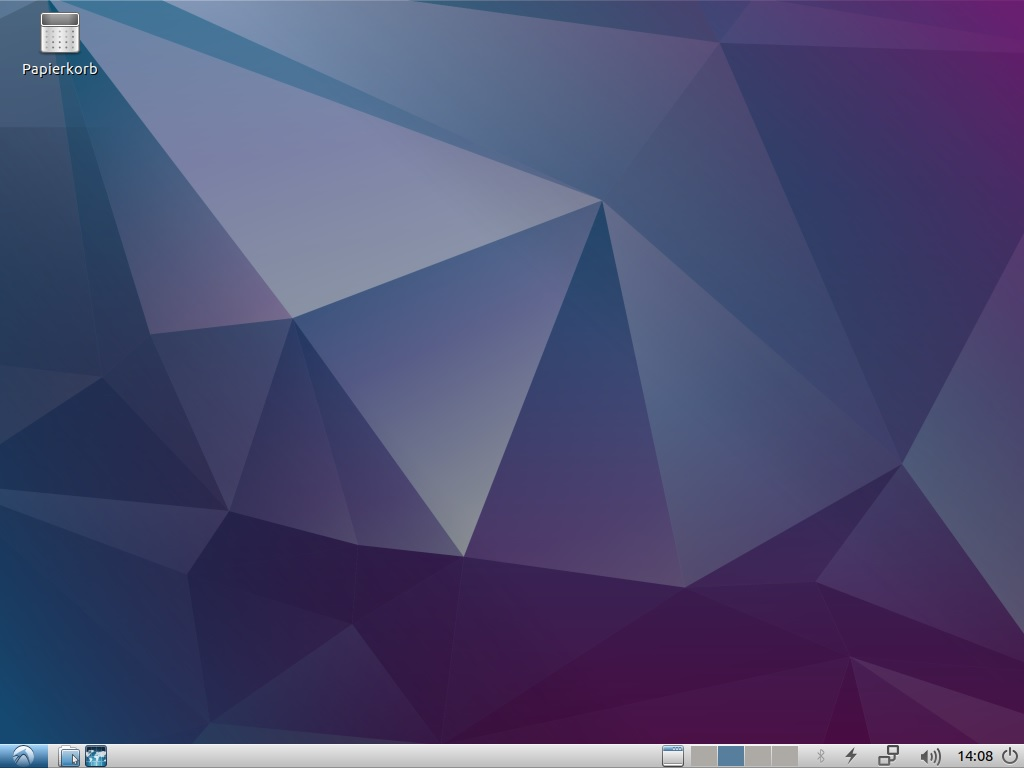
Lubuntu 17.10
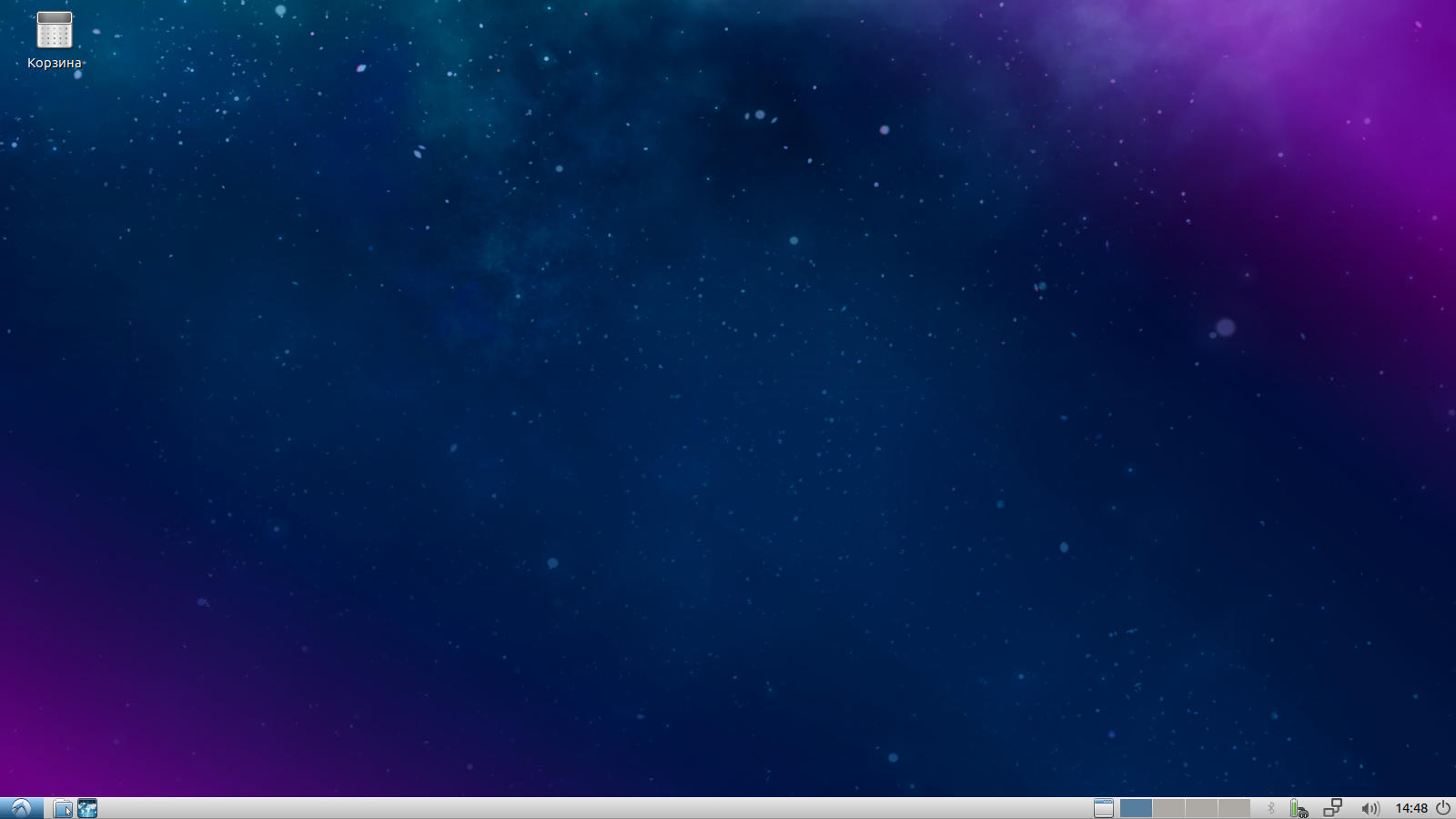
Lubuntu 18.04 LTS
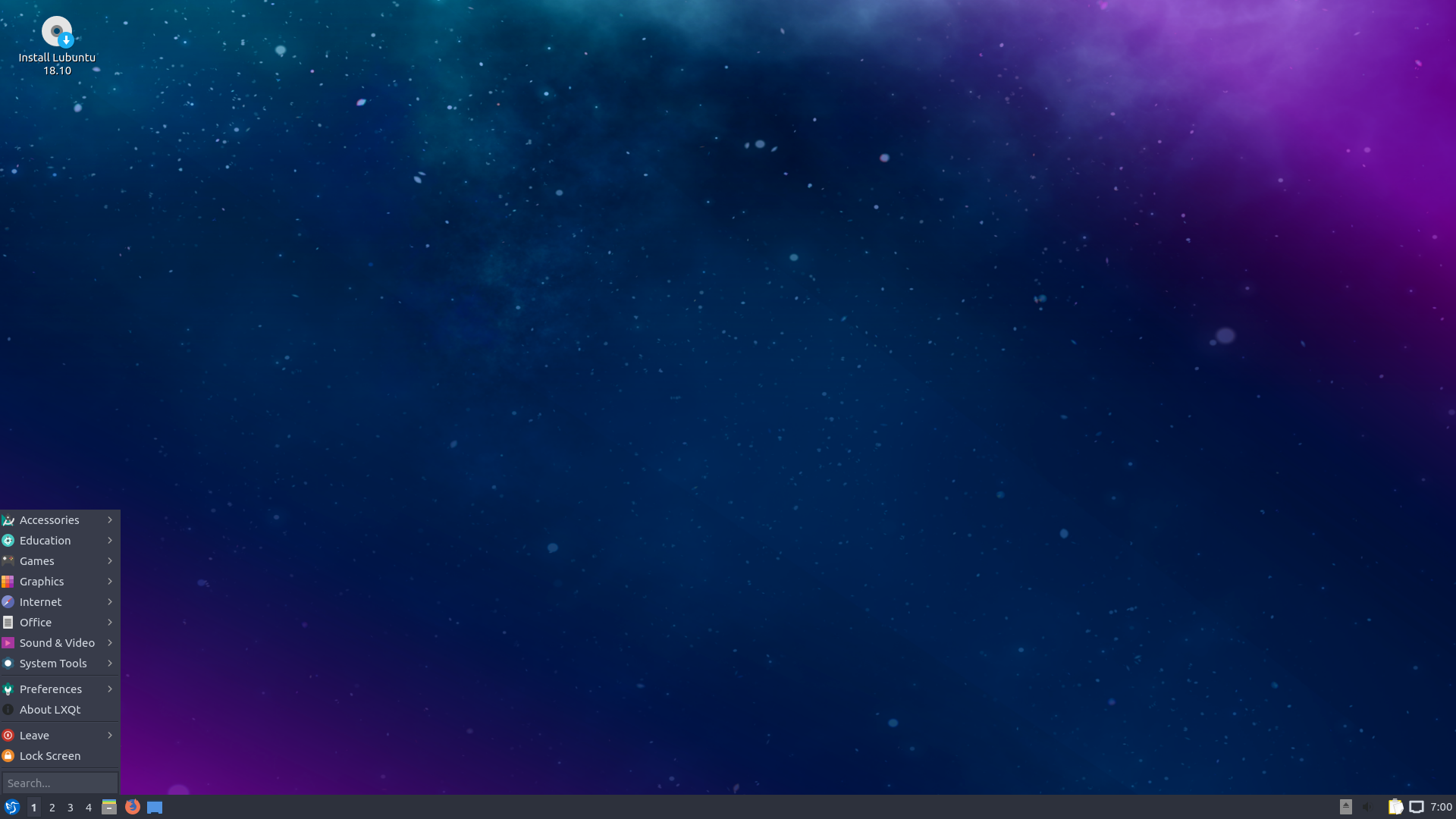
Lubuntu 18.10
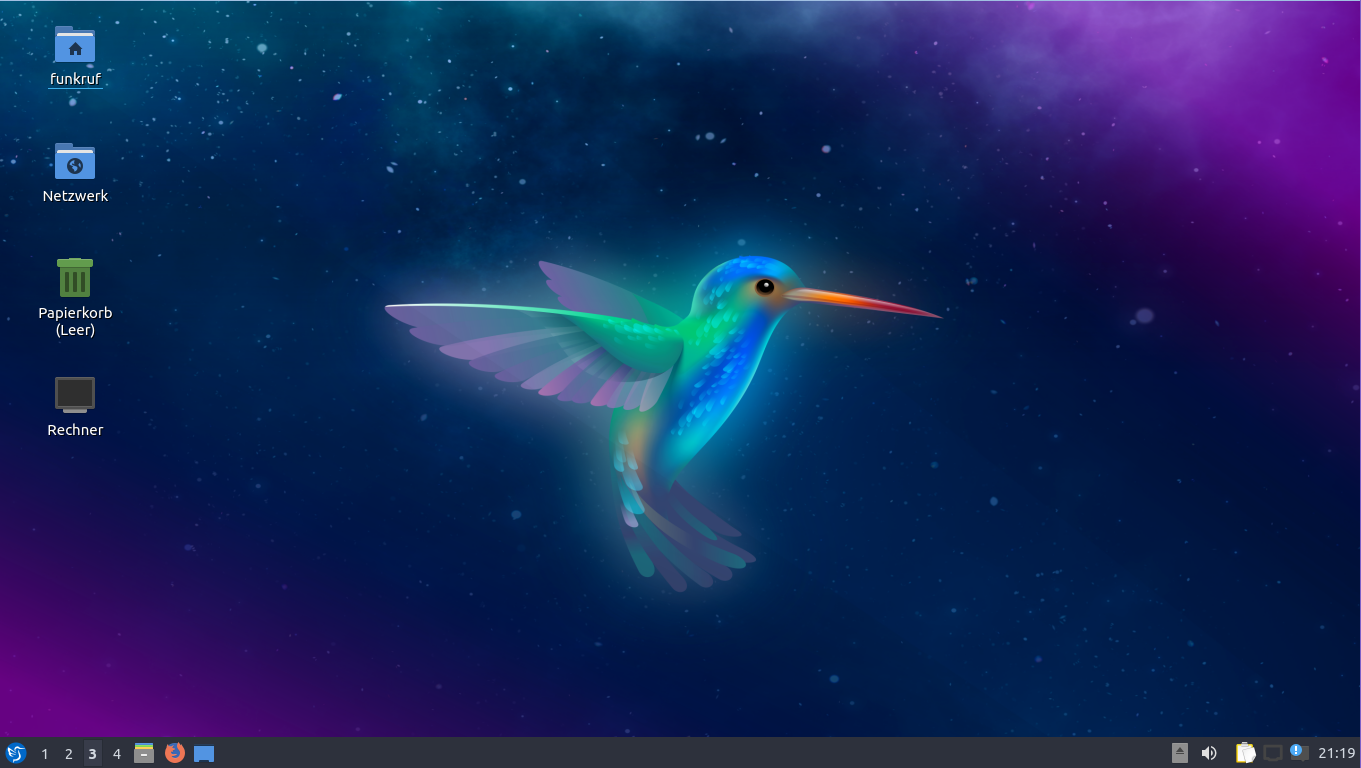
Lubuntu 19.04
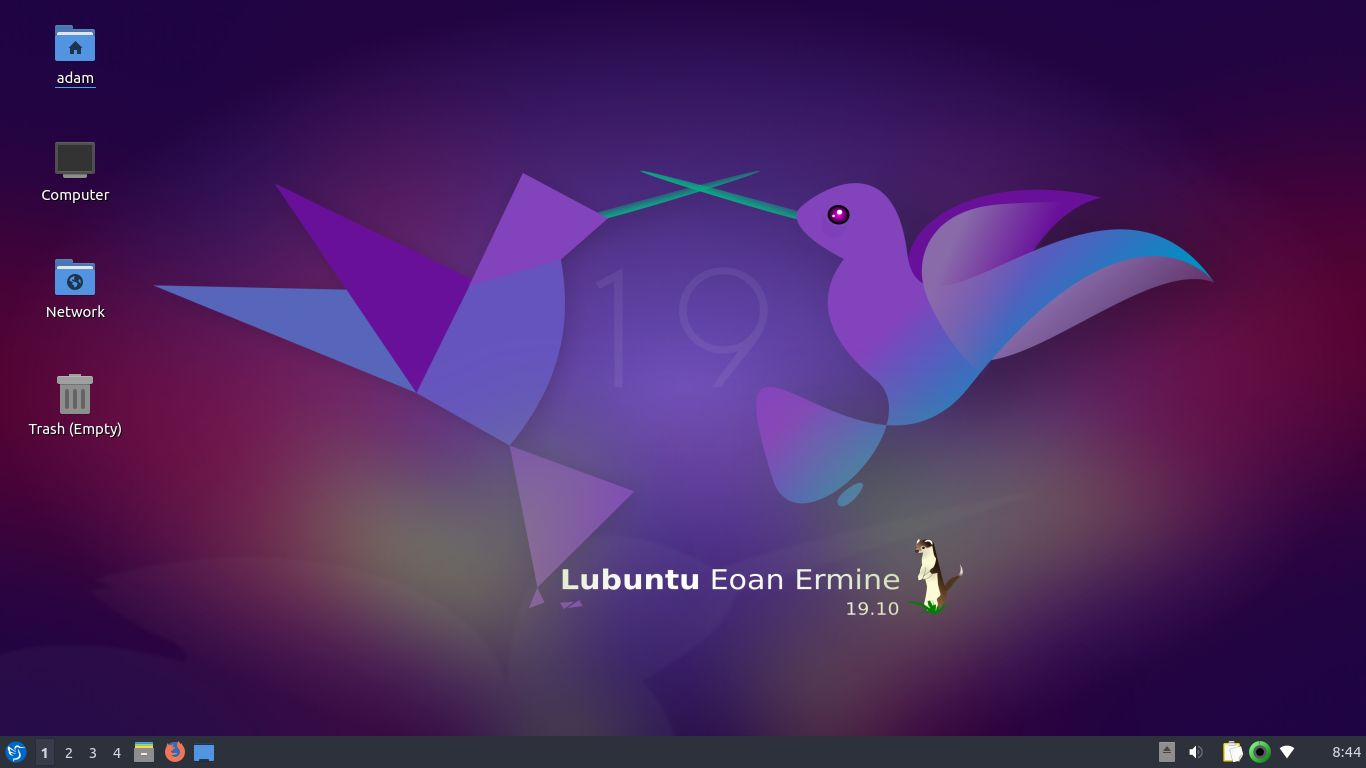
Lubuntu 19.10
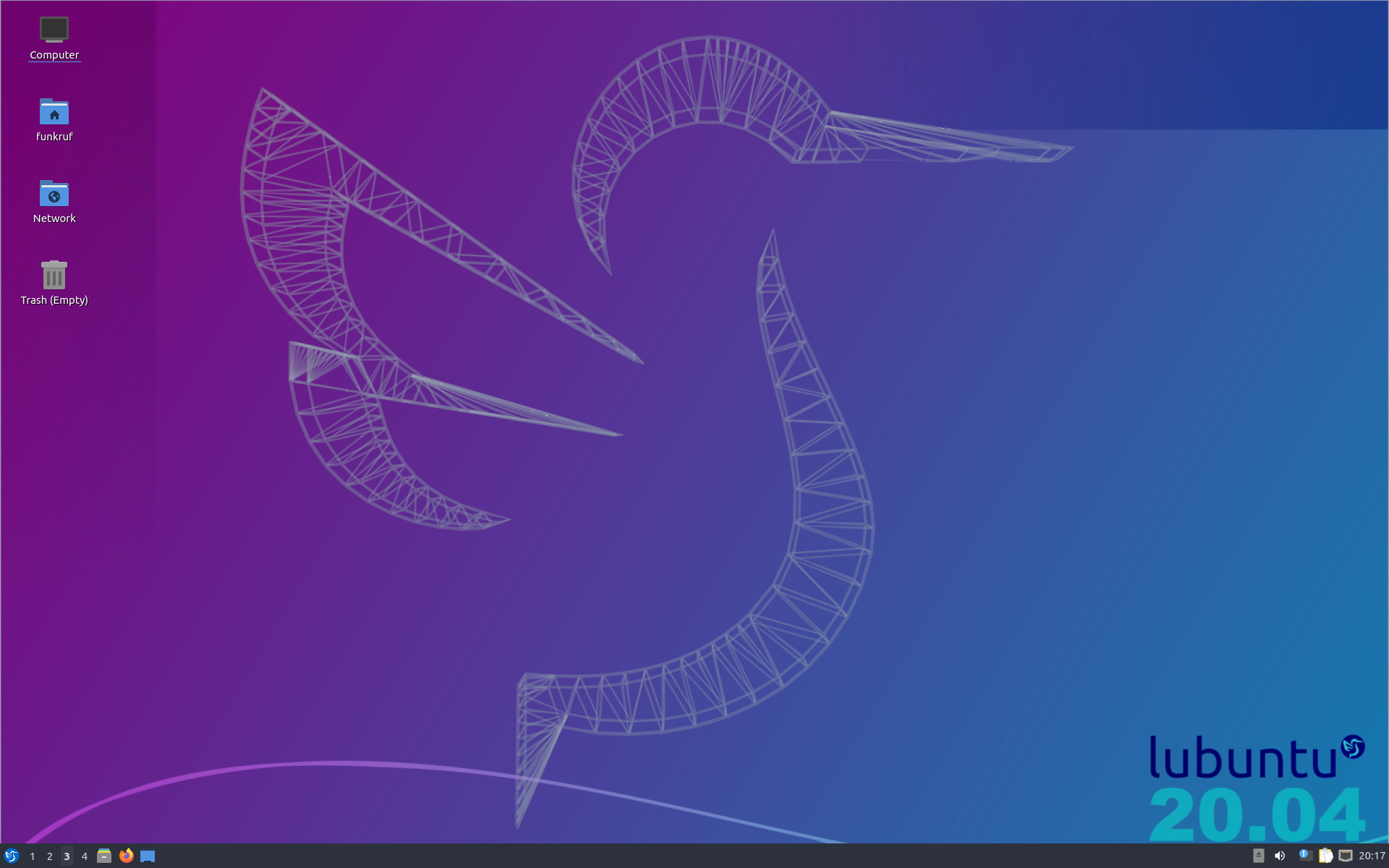
Lubuntu 20.04 LTS
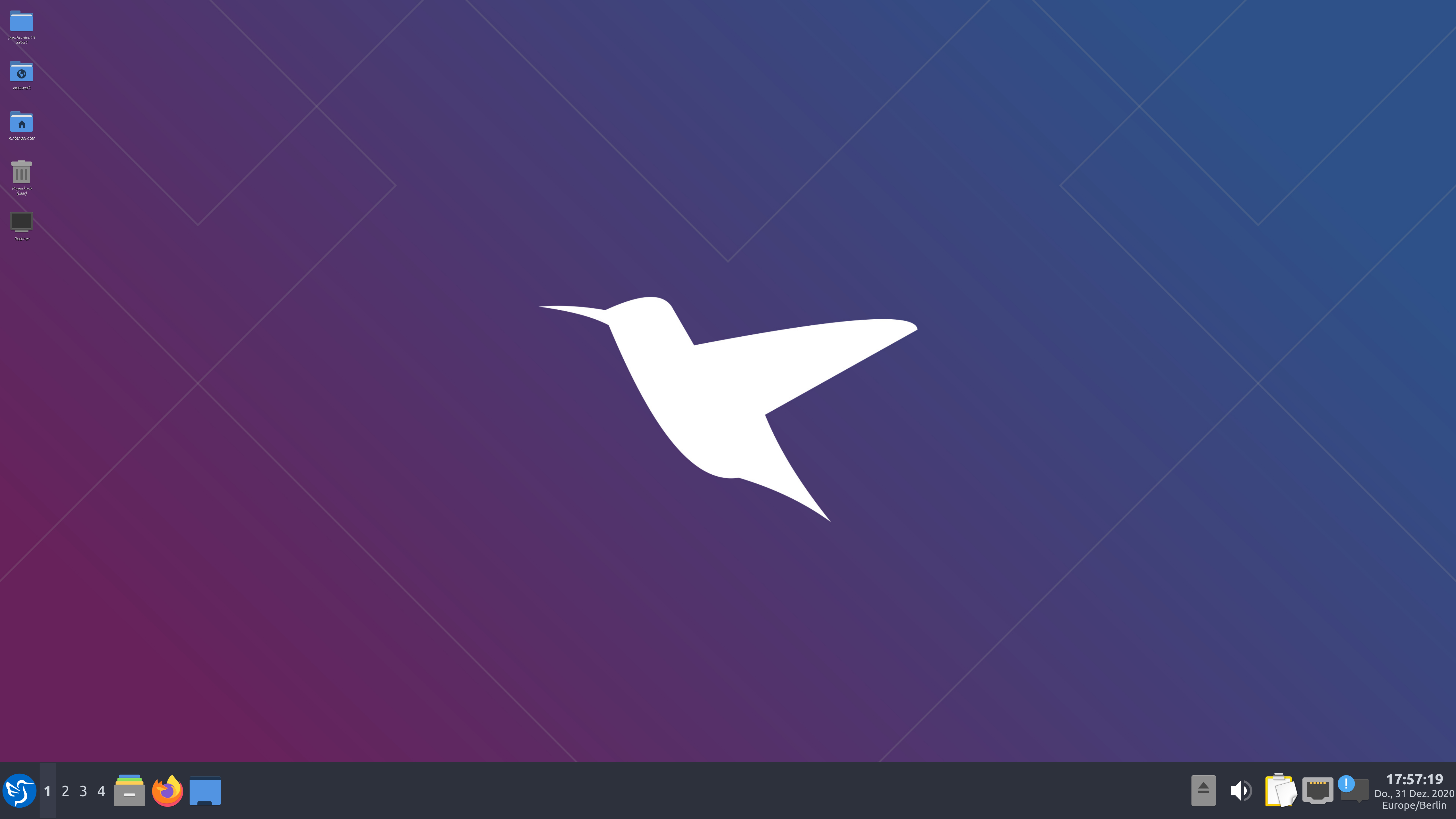
Lubuntu 20.10
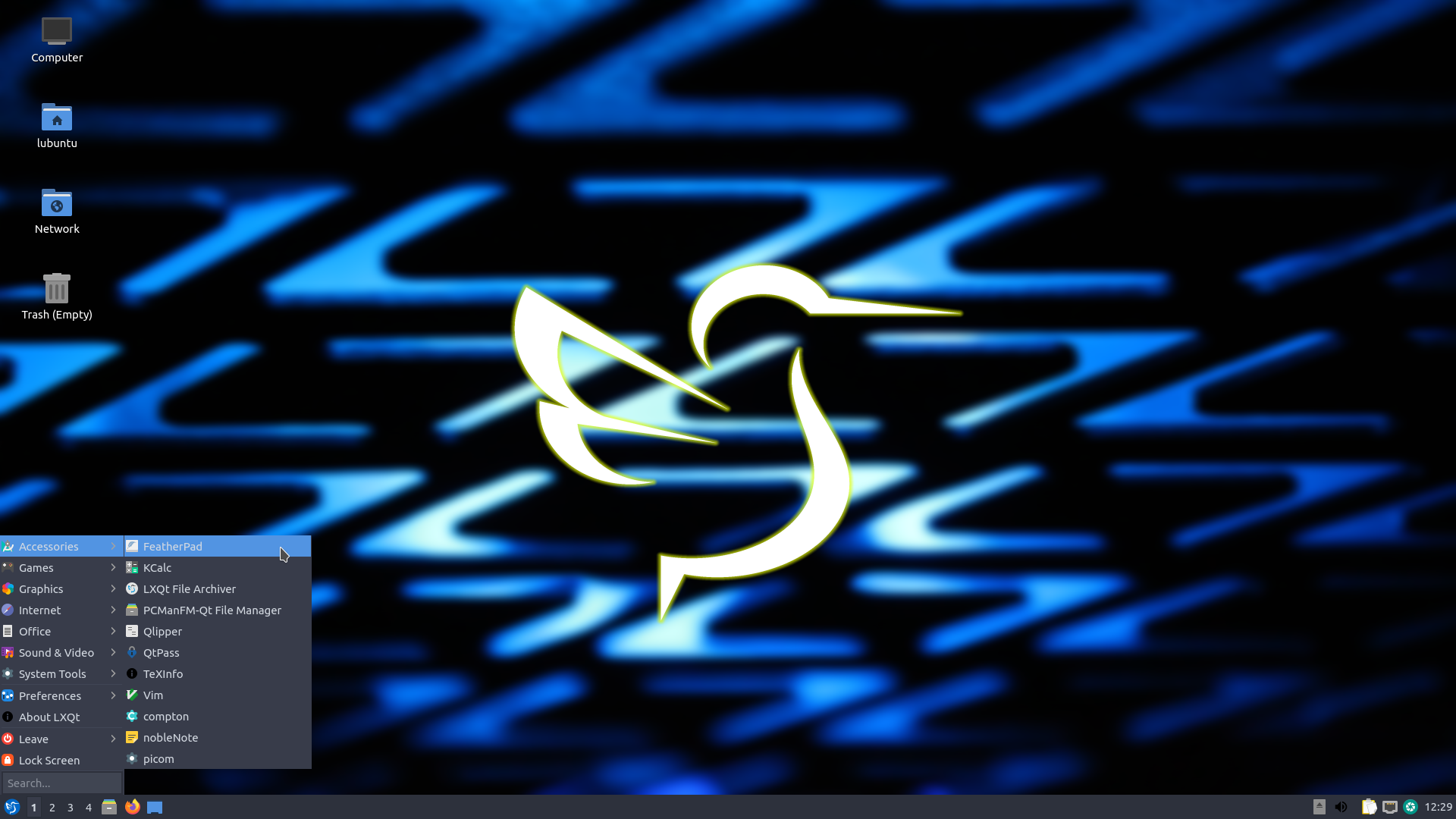
Lubuntu 21.04

## Versionen
| Version | Codename          | Veröffentlichung   | Unterstützung | Bemerkungen |
| --- | ----------------- | ------------------ | --- | --- |
| 8.10 | Intrepid Ibex     | 30. Oktober 2008   | | Keine eigenständige Veröffentlichung von Lubuntu. Nach der Installation von Ubuntu konnte Lubuntu als zusätzliches Paket installiert werden.                                             |
| 9.04 | Jaunty Jackalope  | 23. April 2009     | | Keine eigenständige Veröffentlichung von Lubuntu. Nach der Installation von Ubuntu konnte Lubuntu als zusätzliches Paket installiert werden.                                             |
| 9.10b14 | Karmic Koala      | 1. September 2009  | Erste eigenständige Veröffentlichung von Lubuntu in Form einer Live-CD als reine Test-CD ohne Installationsmöglichkeit. | |
| 9.10b23 | Karmic Koala      | 8. September 2009  | Erste eigenständige Veröffentlichung von Lubuntu in Form einer Live-CD als reine Test-CD ohne Installationsmöglichkeit. | |
| 9.10 | Karmic Koala      | 26. Oktober 2009   | Keine eigenständige Veröffentlichung von Lubuntu. Nach der Installation von Ubuntu konnte Lubuntu als zusätzliches Paket installiert werden. | |
| 10.04 | Lucid Lynx        | 3. Mai 2010        | Erste eigenständige Veröffentlichung von Lubuntu, bei der auch eine Installation möglich ist. | |
| 10.10 | Maverick Meerkat  | 10. Oktober 2010   | Erste als stabil angesehene Version. | |
| 11.04 | Natty Narwhal     | 28. April 2011     | Neuerungen: Audioplayer ist Audacious, Xarchiver wurde durch das von Ubuntu her bekannte Packprogramm File Roller ersetzt und das Webcam-Programm Cheese wurde in der Standardinstallation entfernt. Als Standard-Thema kommt nun OZone zum Einsatz. | |
| Anerkennung von Lubuntu als offizielles Ubuntu-Derivat                                                           |                   |                    | | |
| 11.10 | Oneiric Ocelot    | 13. Oktober 2011   | April 2013 | Erste Version, die offiziell zur Ubuntu-Familie zählt. 64-bit Live-CD. |
| 12.04 | Precise Pangolin  | 26. April 2012     | Oktober 2013 | Diese Version ist – im Gegensatz zu anderen Ubuntu-Derivaten – keine Version mit Langzeitunterstützung. LightDM als Displaymanager, Lubuntu Software Center erstmals vorinstalliert.     |
| 12.10 | Quantal Quetzal   | 18. Oktober 2012   | April 2014 | Überarbeitung des grafischen Erscheinungsbildes. Sitzungs- und Dateimanager in neuerer Version. Tool zur Dateisuche hinzugefügt.                                                         |
| 13.04 | Raring Ringtail   | 25. April 2013     | Januar 2014 | Dateimanager in neuer Version mit eigener Suchfunktion, grafische Überarbeitungen |
| 13.10 | Saucy Salamander  | 17. Oktober 2013   | Juli 2014 | Neue Version des Dateimanagers. Neue Grafiken (verspätet). Verschiedene Bugfixes. Statt bisher Chromium ist nun Mozilla Firefox als Standard-Webbrowser vorinstalliert.                  |
| 14.04 | Trusty Tahr       | 17. April 2014     | April 2017 | Erste offizielle LTS-Version von Lubuntu |
| 14.10 | Utopic Unicorn    | 23. Oktober 2014   | Juni 2015 | |
| 15.04 | Vivid Vervet      | 23. April 2015     | Februar 2016 | |
| 15.10 | Wily Werewolf     | 22. Oktober 2015   | Juli 2016 | Hauptsächlich Software-Updates und Vorarbeiten für den Wechsel zu LXQt |
| 16.04 | Xenial Xerus      | 21. April 2016     | April 2019 | LTS-Version |
| 16.10 | Yakkety Yak       | 13. Oktober 2016   | Juli 2017 | Der Soundserver PulseAudio ist standardmäßig vorinstalliert. Damit gehören diesbezügliche Probleme mit Programmen wie Skype, die PulseAudio zwingend voraussetzen, der Vergangenheit an. |
| 17.04 | Zesty Zapus       | 13. April 2017     | Januar 2018 | |
| 17.10 | Artful Aardvark   | 19. Oktober 2017   | Juli 2018 | |
| 18.04 | Bionic Beaver     | 26. April 2018     | April 2021 | LTS-Version |
| 18.10 | Cosmic Cuttlefish | 18. Oktober 2018   | Juli 2019 | Erste Version mit LXQt -Desktop |
| 19.04 | Disco Dingo       | 18. April 2019     | Januar 2020 | Ab 19.04 gibt es nur noch den Netboot-Installer als 32-Bit-Version. Ansonsten wird es keine Versionen für 32-Bit-Systeme mehr geben.                                                     |
| 19.10 | Eoan Ermine       | 17. Oktober 2019   | Juli 2020 | |
| 20.04 | Focal Fossa       | 23. April 2020     | April 2023 | LTS-Version |
| 20.10 | Groovy Gorilla    | 22. Oktober 2020   | Juli 2021 | |
| 21.04 | Hirsute Hippo     | 22. April 2021     | Januar 2022 | |
| 21.10 | Impish Indry      | 14. Oktober 2021   | Juli 2022 | |
| 22.04 | Jammy Jellyfish   | 21. April 2022     | April 2025 | LTS-Version |
| 22.10 | Kinetic Kudu      | 20. Oktober 2022   | Juli 2023 | |
| 23.04 | Lunar Lobster     | 20. April 2023     | Januar 2024 | |
| 23.10 | Mantic Minotaur   | 22. September 2023 | Juli 2024 | |
| 24.04 | Noble Numbat      | 25. April 2024     | April 2027 | LTS-Version |
| 24.10 | Oracular Oriole   | 10. Oktober 2024   | Juli 2025 | |
| Legende:Ältere Version; nicht mehr unterstütztÄltere Version; noch unterstütztAktuelle VersionZukünftige Version |                   |                    | | |

## Derivate
DEFT, LXLE und Peppermint OS sind Derivate von Lubuntu.